# Делавер Тауншип (округ Мерсер, Пенсільванія)
Делавер Тауншип (англ. Delaware Township) — селище (англ. township) в США, в окрузі Мерсер штату Пенсільванія. Населення — 2084 особи (2020).

## Демографія
Згідно з переписом 2010 року, у селищі мешкала 2291 особа в 883 домогосподарствах у складі 693 родин. Було 928 помешкань
Расовий склад населення:
| - 97,9 % — білих - 0,7 % — чорних або афроамериканців - 0,2 % — корінних американців - 0,1 % — азіатів |

До двох чи більше рас належало 0,8 %. Частка іспаномовних становила 0,4 % від усіх жителів.
За віковим діапазоном населення розподілялося таким чином: 21,4 % — особи молодші 18 років, 59,6 % — особи у віці 18—64 років, 19,0 % — особи у віці 65 років та старші. Медіана віку мешканця становила 46,4 року. На 100 осіб жіночої статі у селищі припадало 104,9 чоловіків;  на 100 жінок у віці від 18 років та старших — 99,9 чоловіків також старших 18 років.
Середній дохід на одне домашнє господарство  становив 66 430 доларів США (медіана — 56 486), а середній дохід на одну сім'ю — 73 035 доларів (медіана — 63 966). За межею бідності перебувало 10,3 % осіб, у тому числі 15,4 % дітей у віці до 18 років та 1,5 % осіб у віці 65 років та старших.
Цивільне працевлаштоване населення становило 942 особи. Основні галузі зайнятості: виробництво — 24,2 %, освіта, охорона здоров'я та соціальна допомога — 23,7 %, будівництво — 12,6 %, роздрібна торгівля — 8,6 %.